# Missie (theater)
Missie is een monoloog, geschreven door David Van Reybrouck, vertolkt door Bruno Vanden Broecke in een regie van Raven Ruëll voor de Koninklijke Vlaamse Schouwburg. De voorstelling ging in première in december 2007 en werd goed onthaald. Tien jaar later wordt het stuk nog altijd opgevoerd en dit zowel in het Nederlands, Frans, Engels en Duits en Italiaans. De recensies blijven lovend.
Missie handelt over de belevenissen van een witte pater in Afrika. De 80-jarige André Vervecke kijkt in de voorstelling terug op zijn loopbaan in een soort feestrede. Daarin verhaalt hij van zijn ervaringen met de mensen in Congo, de slechte omstandigheden, de gruwelen van militairen en de regimes van Patrice Lumumba, Mobutu Sese Seko, Laurent-Désiré Kabila en Joseph Kabila. Daarnaast heeft hij het ook uitvoerig over zijn geworstel met zijn Godinterpretatie, de cultuurverschillen, zijn blik op zijn vaderland en tal van levensdilemma’s. De vorm van het stuk is uiterst eenvoudig. De pater staat achter een katheder en doet zijn verhaal met veel zwarte humor en ontroering. Het decor is sober: een zwart doek. Muzikale ondersteuning is er soms, maar eveneens bescheiden.
Na het schrijven van Missie publiceerde David Van Reybrouck zijn bekroonde Congo: een geschiedenis dat deels op dezelfde bronnen is gebaseerd. Met Para kwam er op 1 december 2016 een vervolg op de monoloog waarin Bruno Vanden Broecke als militair een lezing houdt over zijn missie in Somalië. Samen met Die Siel van die mier uit 2007 vormen deze drie stukken een theatertrilogie over Afrika.